# 清水定彦
清水 定彦（しみず さだひこ、1930年〈昭和5年〉12月13日 - 2014年〈平成26年〉1月1日）は、日本の実業家、元東邦ガス社長、会長。

## 略歴
- 愛知県出身。趣味は読書。
- 1953年（昭和28年）、名古屋大学工学部卒業、東邦ガス入社。知多LNG共同基地所長、原料部長を歴任。
- 1984年（昭和59年）代表取締役就任。
- 2003年（平成15年）、旭日重光章受章。
- 2014年1月1日、肺炎のため愛知県内の病院で死去。83歳没[1]。

## 参考
- 交詢社 第69版 『日本紳士録』、1986年